# Преноли
Преноли (рос. пренолы, англ. prenols) — спирти загальної формули H–[CH2C(Me)=CHCH2]nOH, в яких вуглецевий скелет складений з одної або більше ізопренових одиниць (біогенетичні прекурсори ізопреноїдів).